# Reinhold Tiling

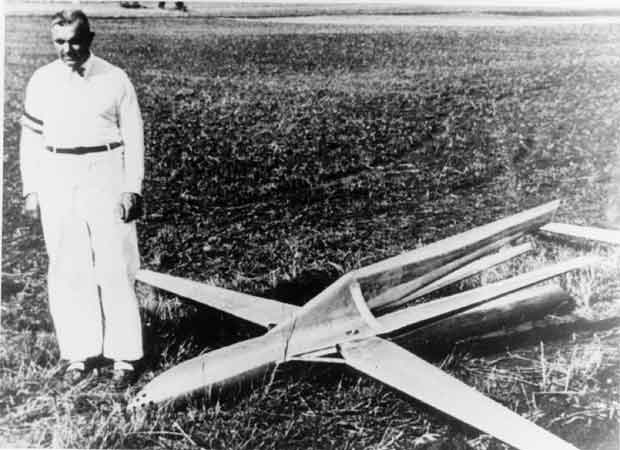
Reinhold Tiling neben einer Rakete am Flugplatz Atterheide

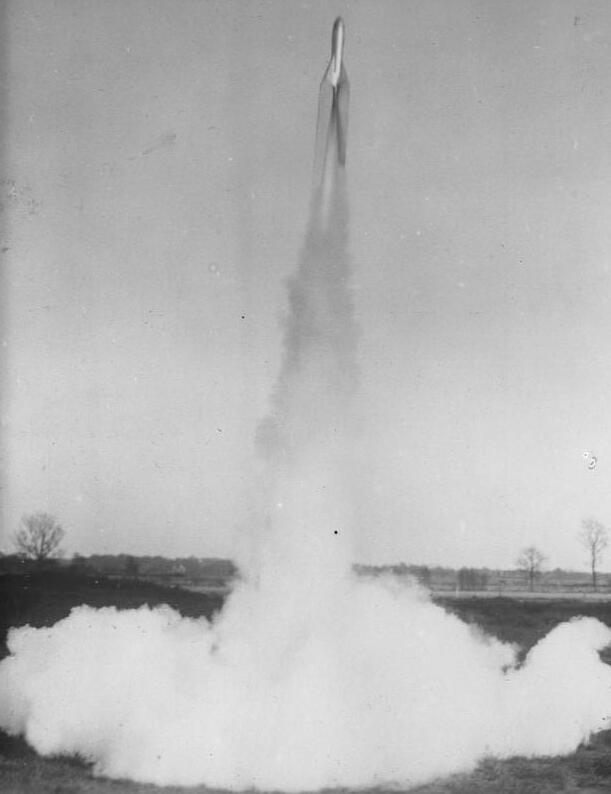
Start der Postrakete am 15. April 1931 am Dümmer

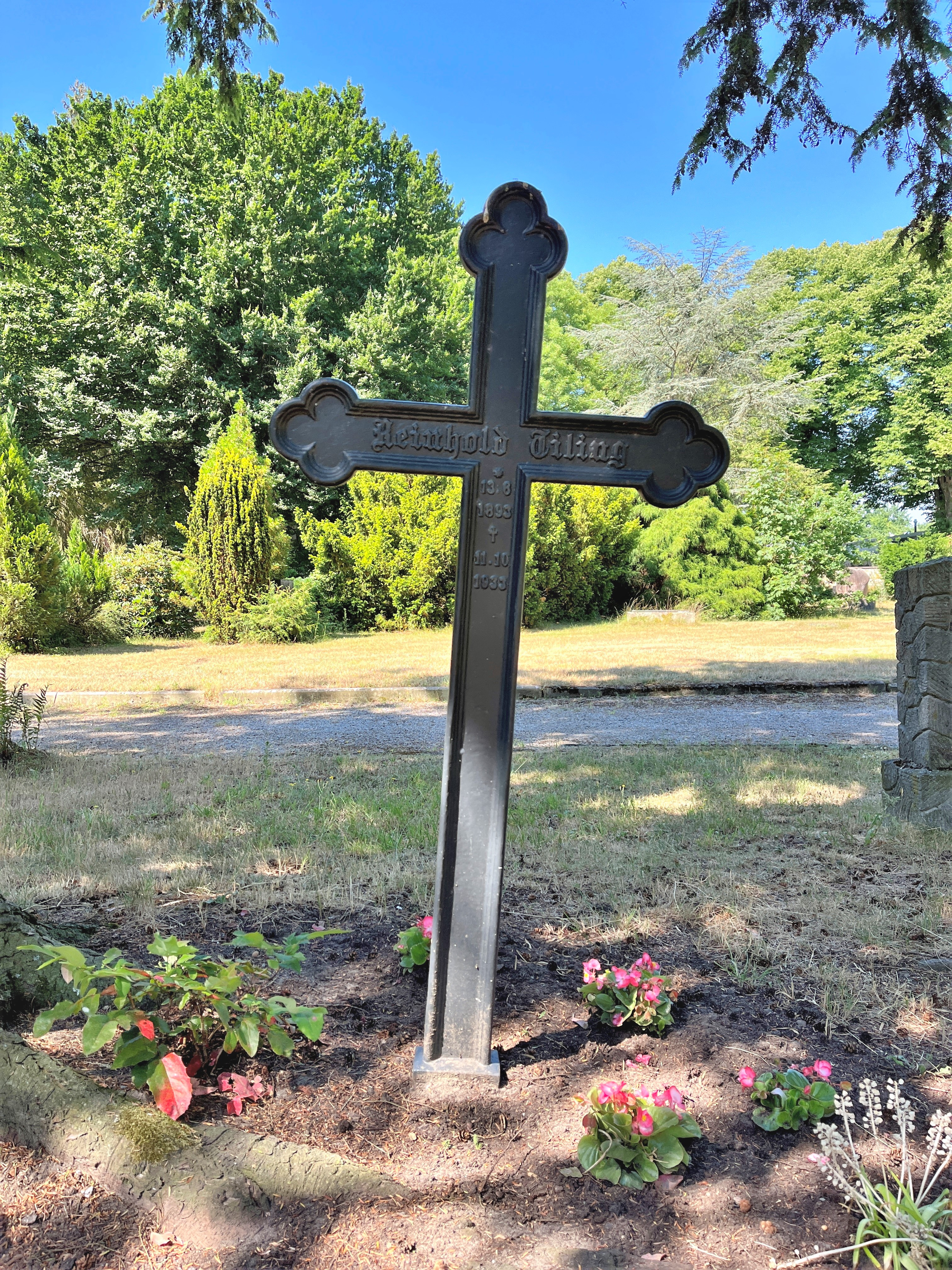
Grabkreuz Reinhold Tilings auf dem Hasefriedhof in Osnabrück

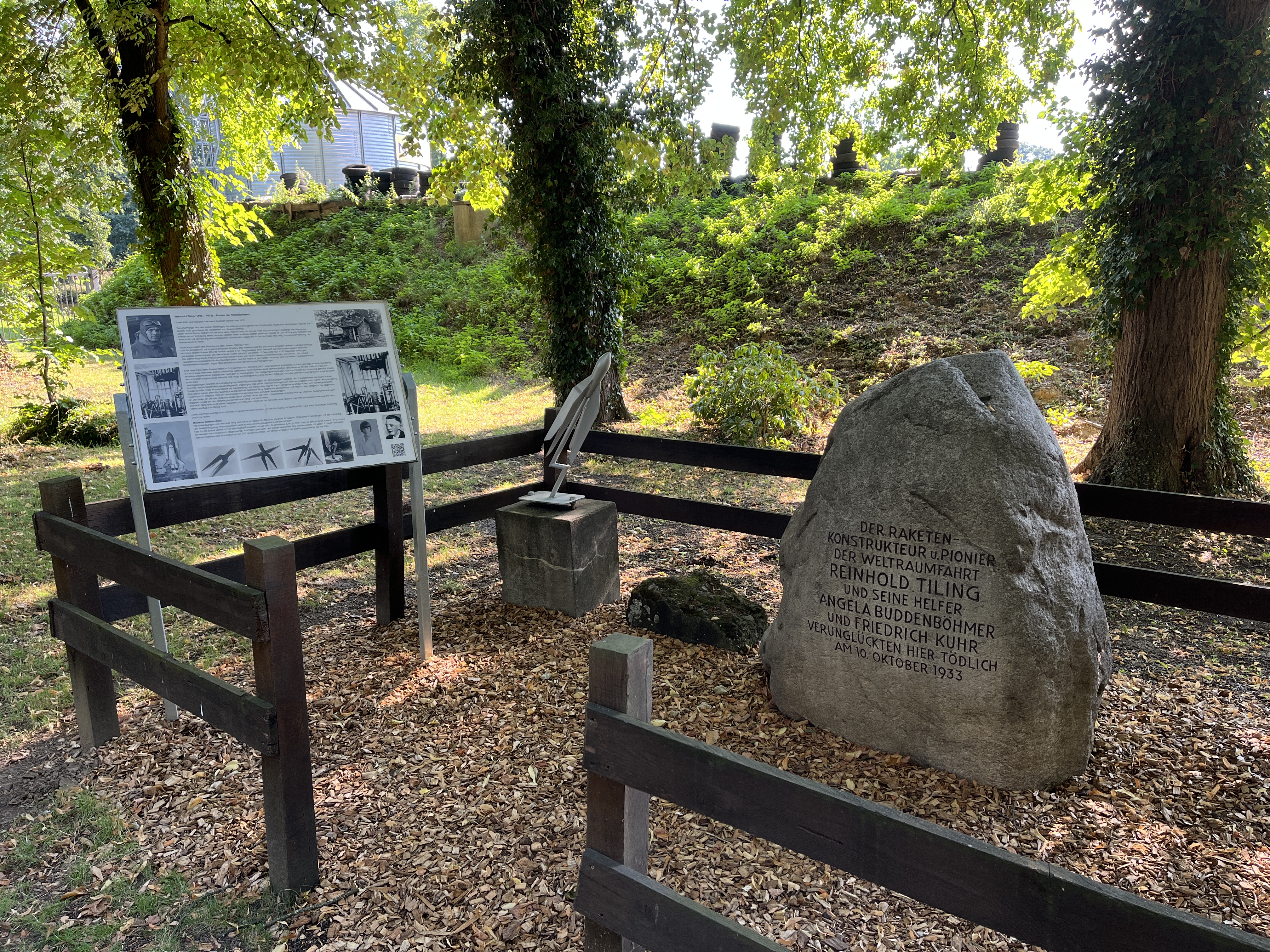
Gedenkstätte Reinhold Tiling in Bohmte

Reinhold Tiling (* 13. Juni 1893 in Absberg, Franken; † 11. Oktober 1933 in Osnabrück) war ein deutscher Ingenieur, Pilot und Raketenpionier.

## Leben
Reinhold Tiling wurde 1893 in Absberg im heutigen Landkreis Weißenburg-Gunzenhausen als der Sohn eines Pastors geboren. Als er zu Beginn des Ersten Weltkriegs zum Kriegsdienst eingezogen wurde, hatte er gerade ein Studium des Maschinenbaus und der Elektrotechnik begonnen. 1915 meldete er sich freiwillig als Jagdflieger zu der im Aufbau befindlichen Luftwaffe.
Nach Kriegsende verdiente sich Tiling seinen Lebensunterhalt zunächst als Kunstflieger. Wegen seiner waghalsigen Vorführungen wurde er bald überregional bekannt. 1926 wurde Tiling Flugleiter des Osnabrücker Flughafens Netter Heide. Vermutlich inspiriert durch Hermann Oberths Buch Die Rakete zu den Planetenräumen begann er 1924, sich der Raketentechnik zuzuwenden und startete 1928 seine ersten Experimente mit Raketen. Tiling entwickelte wiederverwendbare Raketenflugzeuge, die als Rakete starten und mit ausklappbaren Flügeln landen sollten. Nach dem Prinzip eines Raumschiffs, das mittels Raketenantrieb startet und im Gleitflug landet, funktionierte später bspw. das Space Shuttle der NASA.
Um eine sichere und unbeschädigte Landung seiner Raketen zu gewährleisten, entwickelte Tiling zwei Raketentypen:
- Bei dem so genannten Raketenflugzeug klappten nach Beendigung des Höhenfluges zwei Flügel, die zuvor als Leitwerk gedient hatten, im rechten Winkel von der Rakete ab. Somit konnte es wie ein Segelflugzeug zur Erde gleiten.
- Beim so genannten Kreiselflugzeug spreizte sich nach Beendigung des Höhenfluges das Leitwerk propellerartig ab. Dies erzeugte eine Rotation, welche die Rakete abbremste. 1929 meldete Tiling das Kreiselflugzeug zum Patent an.

Den notwendigen Schub und eine ausreichende Brenndauer erreichten seine Raketen durch eine bahnbrechende Verbesserung gebräuchlicher Pulverraketen. Eine massive Pulverladung verlängerte die Brenndauer, hatte aber einen geringen Schub. Die so genannte „Seele“, eine durchgehende Bohrung im Pulver, erhöhte zwar den Schub, hatte aber nur eine kurze Brenndauer. Durch eine Kombination aus einzelnen Komponenten beider Systeme in verschiedenen Kammern erzielte Tiling ein optimales Verhältnis von Schub und Brenndauer.
Seit 1929 stellte ihm Gisbert Freiherr von Ledebur (1899–1980) auf seinem Schloss Arenshorst in Bohmte bei Osnabrück eine Werkstatt zur Verfügung. Nach einigen erfolgreichen Vorführungen im Juni 1929, bei denen seine Flugkörper eine Höhe bis zu 1.000 Meter erreichten, bot ihm das damalige Land Oldenburg ein Experimentierfeld auf der ostfriesischen Insel Wangerooge an. Dort erreichten Raketen, die zur Postbeförderung vorgesehen waren, eine Höhe von 8000 m und flogen bis zu 8 km weit.
Am 13. März 1931 gelang Tiling und seinem Mitarbeiter Karl Poggensee bei Berlin der Start einer Feststoffrakete. Die Rakete flog elf Sekunden lang und erreichte eine Höhe von 1.800 Metern. In den folgenden Wochen wurden weitere Raketenstarts unternommen.
Der Durchbruch gelang Tiling am 15. April 1931 auf dem Ochsenmoor am Dümmer südlich von Hüde mit dem ersten Start einer Postrakete, die 188 Postkarten sicher beförderte. Bei zahlreichen weiteren Starts konnte Tiling die Leistungsfähigkeit und Zuverlässigkeit seiner Raketen unter Beweis stellen. Er war mittlerweile in ganz Deutschland berühmt und zeigte seine Raketen bei vielen öffentlichen Flugvorführungen. Am 21. August 1932 führte Tiling vor 4000 Zuschauern auf dem Flugplatz Osnabrück-Atterheide
einen Flugtag zur Präsentation der von ihm entwickelten Raketen durch.
Die Versuche fanden inzwischen auch bei militärischen Stellen großes Interesse. Bereits seit 1929 förderte die Reichsmarine die Entwicklung so genannter „Pfeilgeschossraketen“. Trotz der Unterstützung durch Freunde und Gönner hatte Tiling jedoch Zeit seines Schaffens mit finanziellen Schwierigkeiten zu kämpfen.
Bei Vorbereitungen zu einer Vorführung kam es am 10. Oktober 1933 in seiner Werkstatt auf Schloss Arenshorst vermutlich durch Überhitzung beim Pressen des Pulvers zum Füllen einer Rakete zu einer Explosion. Reinhold Tiling, seine Assistentin Angela Buddenböhmer und sein Mechaniker Friedrich Kuhr erlitten dabei schwerste Verbrennungen, denen sie trotz Behandlung im Stadtkrankenhaus Osnabrück am folgenden Tag erlagen. Die Trauerfeier fand im heute noch existierenden Hangar des Flugplatzes Netter Heide in Osnabrück statt.  Die Rückseite des gusseisernen Grabkreuzes Tilings auf dem Hasefriedhof in Osnabrück zeigt die Darstellung einer Rakete.
Die Überreste der damaligen Werkstatt sind immer noch bei dem Schloss Arenshorst in Bohmte erhalten. Eine Gedenktafel erinnert an das Wirken von Reinhold Tiling.

## Ehrungen
Der Krater Tiling auf der Rückseite des Mondes ist nach Reinhold Tiling benannt.
Im Osnabrücker Stadtteil Sonnenhügel erinnert der Reinhold-Tiling-Weg und in Bohmte die Tilingstraße an ihn.